# Lista de chefes de Estado de Barbados
A lista de chefes de Estado de Barbados esta relacionada nesta página, vindo desde a independência do país em 1966 até os dias atuais. O país é atualmente regido por uma república parlamentarista, sendo anteriormente parte dos chamados Reinos da Commonwealth. A república foi proclamada em 30 de novembro de 2021, sob o título de República de Barbados, a primeira presidente é Sandra Mason, antiga governadora-geral do país, eleita em 21 de outubro de 2021.

## Monarca de Barbados (1966–2021)
| Imagem | Monarca   | Reinado                | Reinado                | Governador-geral | Primeiros-ministros |
| ------ | --------- | ---------------------- | ---------------------- | --- | --- |
|        | Isabel II | 30 de novembro de 1966 | 30 de novembro de 2021 | - Sir John Montague Stow (1966-1967) - Sir Arleigh Winston Scott (1967-1976) - Sir William Douglas (1976) - Sir Deighton Harcourt Lisle Ward (1976-1984) - Sir William Randolph (1984) - Sir Hugh Springer (1984-1990) - Dame Nita Barrow (1990-1995) - Sir Denys Ambrose Williams (1995-1996) - Sir Clifford Husbands (1996-2011) - Sir Elliott Belgrave (2011-2012) - Dame Sandra Mason (2012) - Sir Elliott Belgrave (2012-2017) - Sir Philip Greaves (2017-2018) - Dame Sandra Mason (2018-2021) | - Errol Barrow (1966-1976) - J.M.G.M. (Tom) Adams (1976-1985) - Bernard St. John (1985-1986) - Errol Barrow (1986-1987) - Erskine Sandiford (1987-1994) - Owen Seymour Arthur (1994-2008) - David Thompson (2008-2010) - Freundel Stuart (2010-2018) - Mia Mottley (2018-incumbente) |

## Presidentes de Barbados(2021–presente)
| N.º | Imagem | Presidente   | Mandato                | Mandato    | Primeiro-ministro |
| --- | ------ | ------------ | ---------------------- | ---------- | ----------------- |
| 1   |        | Sandra Mason | 30 de novembro de 2021 | Incumbente | Mottley           |